# Knihovna Třinec
Knihovna Třinec je příspěvková organizace města Třince.
Základním posláním veřejné knihovny je poskytování knihovnických a informačních služeb všem bez omezení (rovný přístup). Knihovna zprostředkovává a zajišťuje široké veřejnosti přístup k poznatkům, kulturním produktům a výtvorům lidské tvořivosti jak ze současnosti, tak z historických období. Toto bohatství přibližuje prostřednictvím přednášek, výstav, setkání s autory, tvořivých workshopů apod. Ve své činnosti se zaměřuje na všechny věkové, kulturní a sociální skupiny obyvatelstva, přičemž zvláštní důraz klade na děti a mladé lidi. Jednou z hlavních rolí moderní knihovny je plnění komunitní funkce – knihovna je místem setkávání výše uvedených skupin obyvatelstva, přičemž tuto funkci naplňuje cíleně vyvíjením tzv. komunitních aktivit. Stěžejní činností knihovny je zajištění celoživotního vzdělávání obyvatel.
Knihovna je tvořena ústřední knihovnou v centru města na ulici Lidické, 6 pobočkami v městských částech,  městským infocentrem (dále jen "IC") a Galerií města Třince. V rámci Mklubu, specializované knihovny pro mladé lidi od 13 do 26 let, provozuje také Informační centrum pro mládež a Dobrovolnické centrum K3.
Od roku 2002 je knihovna pověřena výkonem regionálních funkcí v Moravskoslezském kraji pro region Třinecka, Jablunkovska a mikroregion Povodí řeky Stonávky.
Knihovna je členem profesní organizace SKIP ČR (Svaz českých knihovníků a informačních pracovníků). Především se aktivně podílí na činnosti regionální profesní organizace SKIP Moravskoslezského a Olomouckého kraje (SKIP 10) a Klubu dětských knihoven SKIP - Klubku.
Knihovní provoz je plně automatizován (knihovní systém Clavius), od výpůjčního protokolu až po katalog knihovny, který je on-line na internetu. Čtenářské průkazy, knihy a časopisy jsou opatřeny RFID čipem, který umožňuje nejen snadnou identifikaci a ochranu knih, ale i samoobslužné půjčování. Informace o čtenářích a pohybu knihovního fondu jsou uloženy v databázích.

## Historie
Městem byla knihovna zřízena v roce 1991, ale počátky její činnosti sahají už do konce 19. století.
Veřejná knihovna v Třinci byla založena v roce 1883. V té době vznikala řada kulturních a osvětových spolků. Z doby první republiky se bohužel nepovedlo získat žádné informace, ale podle následných zpráv předpokládáme, že knihovna fungovala.
Po osvobození v roce 1945 byla knihovna opět obnovena díky několika málo věrným občanům, kterým se povedlo za dobu okupace uchovat přes 2 000 svazků. V roce 1947 byla umístěna nejdříve v suterénu Masarykovy školy u Olše a později přemístěna do bývalého klubu mladých - dům č. 500 na ulici 1. máje. Knihovnu tehdy vedl učitel školy Erich Němčík. V roce 1952 měla knihovna 4 700 svazků a 13 909 výpůjček.
Po ukončení stavby společenského domu Třineckých železáren (nyní kulturní dům TRISIA a. s.) v roce 1970 byla knihovna přemístěna sem. V těchto prostorách bylo umístěno oddělení pro děti, oddělení pro dospělé a později studovna.
V roce 1978 bylo schváleno tzv. centrální řízení veřejných knihoven okresu Frýdek–Místek podle zákona o jednotné soustavě knihoven. Oficiálně existoval centralizovaný systém knihoven od 1. 1. 1980. V rámci centralizace došlo ke změnám v oblasti objednávek, nákupu, zpracování a distribuce knihovních fondů. Třinecká knihovna provozovala kromě ústřední knihovny také pobočky v městských částech a integrovaných obcích.
V roce 1991 se Městská knihovna Třinec jako jedna z prvních od okresního systému decentralizovala.
V roce 1992 se do knihovny zaváděla první výpočetní technika. Začalo se pomýšlet o automatizaci knihovnických procesů a o dva roky později (1994) pořídila knihovna automatizovaný knihovní systém LANius. V roce 1997 byl slavnostně spuštěn a zahájen automatizovaný výpůjční proces. Dnes je provoz knihovny zcela automatizován. Začátkem roku 1998 byla knihovna připojena k internetu.
Knihovna se stále více potýkala s prostorovými nedostatky a usilovala o nové prostory. To se podařilo a v září roku 1998 se přestěhovala do nově upravených prostor zrušené mateřské školy na ulici Lidické. V 1. poschodí vzniklo samostatné moderně vybavené oddělení pro děti s netradičně řešeným nábytkem, počítači pro děti a pohádkovou místností. V přízemí bylo umístěno oddělení pro dospělé, studovna, sklad, kanceláře. Knihovna rovněž rozšířila a zmodernizovala počítačové vybavení.
V roce 2005 schválila Rada města knihovně provozování Městského informačního centra (MIC). V budově kina Kosmos byly zrekonstruovány vstupní prostory a od listopadu zde byl zahájen provoz MIC, které poskytuje kompletní bezplatný informační servis pro občany i návštěvníky města. Od roku 2014 sídlí infocentrum ve zrekonstruované budově knihovny.
V letech 2013 - 2014 proběhla celková rekonstrukce a dostavba ústřední knihovny, díky níž byla v Třinci vybudována moderní instituce sloužící jako vzdělávací, informační, kulturní a komunitní centrum města. Do budovy knihovny se přestěhovalo i Infocentrum Třinec, vznikl nový výstavní prostor Galerie města Třince a vše doplňuje literární kavárna.

## Služby
- Půjčování knih a časopisů
- Meziknihovní služby
- Odborná konzultační a poradenská služba
- On-line služby (on-line katalog, čtenářské konto)
- Rezervace a prolongace výpůjček
- Zodpovídání dotazů faktografického a bibliografického rázu
- Donášková služba
- Služby ve studovně
- Kulturní a vzdělávací akce pro veřejnost
- Služby pro děti a mládež